# 巴山郡
巴山郡（はさん-ぐん）は中華人民共和国江西省にかつて存在した郡。現在の撫州市および吉安市の一部に相当する。
南北朝時代、南朝梁により設置された。589年（開皇9年）、隋朝が南朝陳を滅ぼすと、撫州の管轄に置かれた。607年（大業3年）、郡制施行に伴い巴山郡は廃止され、管轄区域は臨川郡の管轄とされた。
| 巴山県 |        |      |
| 新建県 |        |      |
| 新安県 |        |      |
| 興平県 |        |      |
| 西寧県 |        |      |
| 大豊県 | 大豊県 | 廃止 |
| 豊城県 | 豊城県 | 廃止 |